# Risque informationnel

Avertissement pour les dangers liés à l'information.

Un risque d'information, ou danger informationnel, est « un risque qui découle de la diffusion d'informations (vraies) qui peuvent causer un préjudice ou permettre à un agent de causer un préjudice », tel que défini par le philosophe Nick Bostrom en 2011.

## Classification
Bostrom propose les types suivants de dangers informationnels, parmi de nombreux autres types :
- Risques liés aux données : Une donnée qui peut être utilisée pour nuire à autrui, comme la séquence d'ADN d'un agent pathogène mortel.
- Risques liés aux idées : Idées générales qui peuvent nuire aux autres si elles sont réalisées. Un exemple est l'idée « d'utiliser une réaction de fission pour créer une bombe ». Connaître cette idée à elle seule peut suffire à une équipe disposant de ressources suffisantes pour développer une bombe nucléaire[2](p3).
- Risques liés au fait d'en savoir trop : informations qui, si elles sont connues, peuvent présenter un danger pour la personne qui les connaît. Par exemple, dans les années 1600, les femmes qui connaissaient l'occultisme couraient un risque plus élevé d'être accusées de sorcellerie[2](p9),[3].